# Serrall de la Punta Alta
El Serrall de la Punta Alta és una serra situada al municipi de l'Albagés a la comarca de les Garrigues, amb una elevació màxima de 462 metres.